# Тони Родам
Ентони Дин Родам (енгл. Anthony Dean Rodham; 8. август 1954 — 7. јун 2019) био је амерички бизнисмен који је најмлађи брат бивше прве даме, сенаторке и државне секретарке Хилари Клинтон.
Родитељи су му Хју Елсворт Родам и Дороти Хауел Родам.